# Павлогорская
Павлогорская — опустевшая деревня в Верховажском районе Вологодской области. Фактически - урочище. 
Входит в состав Нижне-Важского сельского поселения (до 2015 года входила в Наумовское сельское поселение), с точки зрения административно-территориального деления — в Наумовский сельсовет.
Расстояние по автодороге до районного центра Верховажья — 3,9 км, до центра муниципального образования Наумихи — 5,8 км. Ближайшие населённые пункты — Большедворская, Дудорово, Сергеевская, Моисеевская, Афонинская.
По данным переписи в 2002 году постоянного населения не было.
По состоянию на 2023 год, в деревне 2 нежилых дома. 